# Donald F. Glut
Donald F. Glut (Pecos, 19 de febrer de 1944) és un escriptor, director de cinema, guionista, paleontòleg amateur, músic i actor americà.
És possible que sigui més ben conegut per haver escrit la novel·lització de la segona pel·lícula de La Guerra de les Galàxies, Star Wars Episodi V: L'Imperi Contraataca.